# 內克爾島

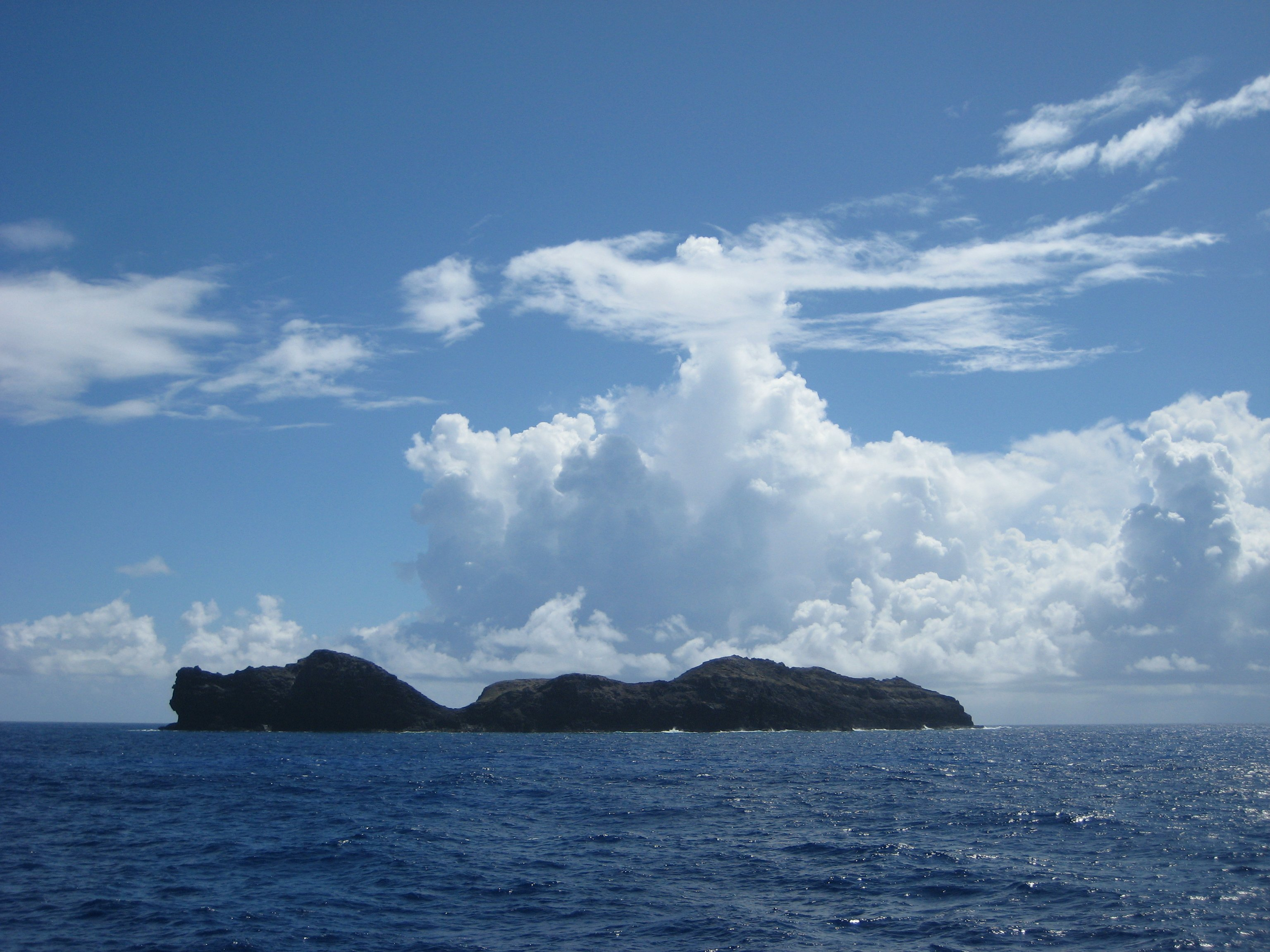
內克爾島。

內克爾島 （夏威夷語：Mokumanamana; 莫庫瑪納瑪納島）, 也稱尼可爾島, 內克島, 是一座位於西北夏威夷群島的小島。
以雅克·內克爾命名。